# Bissiga (Ziga)
Pour les articles homonymes, voir Bissiga.
Bissiga est une localité située dans le département de Ziga de la province du Sanmatenga dans la région Centre-Nord au Burkina Faso.

## Économie
L'agro-pastoralisme est l'activité principale de Bissiga.

## Éducation et santé
Le centre de soins le plus proche de Bissiga est le centre de santé et de promotion sociale (CSPS) de Ziga tandis que le centre hospitalier régional (CHR) se trouve à Kaya.
Bissiga possède un centre permanent d'alphabétisation et de formation (CPAF).